# منتخب‌التواریخ (خراسانی)
منتخب‌التواریخ، کتابی است در زمینه تاریخی که توسط محمدهاشم بن محمد خراسانی از دانشمندان ایرانی و شیعه، در قرن چهاردهم هجری نگاشته شده‌است.

## نویسنده
محمد هاشم بن محمد خراسانی، از علما و دانشمندان شیعی قرن چهاردهم ه‍.ق بوده که در سال‌هایی بین ۱۲۸۰ الی ۱۲۸۴ به دنیا آمده‌است. وی مقدمات را در مشهد آموخت و برای تکمیل علم‌آموزی به عراق عزیمت کرد. وی پس از تکمیل دروس خود در حوزه علمیه نجف، به مشهد بازگشت و سرانجام در سال ۱۳۵۲ ه‍.ق و در ۶۸ سالگی از دنیا رفت. در نهایت وی در حرم علی بن موسی دفن گردید. از وی آثار مکتوبی به جای مانده که برخی عبارتنداز:
- منتخب‌التواریخ؛ که مهمترین اثر وی محسوب می‌شود.
- وسیلة الامان من تسویلات الشیطان
- رساله‌ای در ربا
- رساله‌ای در رضاع
- رساله‌ای در معاملات
- رساله‌ای در وسیله‌الامان
- رساله‌ای در نفقات
- رساله‌ای در ارث

## کتب منتخب‌التواریخ
آقا بزرگ تهرانی دربارهٔ کتب منتخب‌التواریخ گزارش کرده‌است که کتاب‌های مختلف و با موضوعات متفاوتی به نام منتخب‌التواریخ از سوی مؤلفین مختلفی نگارش یافته‌است. از این جمله می‌توان به: منتخب‌التواریخ بداونی و منتخب‌التواریخ معینی اشاره کرد.

## منتخب‌التواریخ خراسانی
کتاب منتخب‌التواریخ خراسانی، در موضوع تاریخ پیامبر اسلام، فاطمه زهرا و ائمه دوازده‌گانه شیعه نگارش یافته‌است. وی همچنین به برخی از وقایع معاصر به تفصیل در کتابش پرداخته‌است، برای مثال وی دربارهٔ به توپ بستن حرم علی بن موسی در مشهد توسط قوای روس، به تفصیل گزارشاتی دارد.
علاوه بر ابواب چهارده‌گانه کتاب که موضوعات اصلی را تشکیل می‌دهد، کتاب شامل یک مقدمه در توصیف اجداد محمد و سرگذشت آنان و یک خاتمه در بیان برخی فضائل و ویژگی‌های پنج تن آل عباست.
ابوالحسن شعرانی در مقدمه خویش بر کتاب منتخب التواریخ می‌نویسد: «یکی از تواریخ نیکو و شیرین که برای غرض ممدوح، یعنی ترویج دین و پند و موعظه و عبرت و حکایات صالحین تألیف شده‌است، کتاب منتخب التواریخ است» 

## نقدها
برخی بر کتاب منتخب التواریخ، نقدهایی وارد کرده‌اند. مرتضی مطهری معتقد است که این کتاب حاوی مطالب خلاف واقع و خرافات است. در مقابل برخی چون ابوالحسن شعرانی، این ضعف‌ها را قابل اغماض دانسته و بیان برخی از این موارد ضعیف و دچار نقد را ضروری دانسته‌است.